# Moya
Moya este un oraș în Comore, în  insula autonomă Anjouan. În 2012 avea o populație de 8959, iar la recensământul din 1991 avea 4683 locuitori.